# Sofia El Marikh
 (avril 2013).
Si vous disposez d'ouvrages ou d'articles de référence ou si vous connaissez des sites web de qualité traitant du thème abordé ici, merci de compléter l'article en donnant les références utiles à sa vérifiabilité et en les liant à la section « Notes et références ».
Sofia Marikh (en arabe : صوفيا المريخ), également appelé Sofia El Marikh pour la prononciation arabe (El Marikh est le nom arabe pour la planète Mars), née le 15 octobre 1982 à Casablanca, est une chanteuse marocaine. Elle est devenue célèbre à la suite de sa participation à la première saison de la version arabe de Star Academy, produite et diffusée par la chaîne libanaise LBC.
Elle a sorti son premier album en 2007 intitulé Kelmet Hobb (Les Mots d’amour) produit par le label Melody Music Records et qui a eu un grand succès[réf. nécessaire], en particulier trois singles issus de l’album Baheb Feek, Esalni Ana et le single-titre Kelmet Hobb. Elle a également chanté une chanson marocaine dans son album appelée Bezzaf Bezzaf (Beaucoup Beaucoup).
Elle prépare également un second album dont l’un des titres est une chanson marocaine Nmout Aa’lik (littéralement Je meurs de toi) qui utilise des sons traditionnels du folklore marocain. Dernièrement elle a fait un duo avec Jermaine Jackson, le frère aîné de Michael Jackson, avec le titre My First qui est une variation du succès et du grand classique des années 1970 You're The First, The Last, My Everything du légendaire chanteur à la voix basse Barry White.

## Discographie

### Albums
- Kelmet Hobb (2007)

### Singles
- Nmout Aa'lik
- Kelmet Hobb
- Baheb Feek
- Je Suis Malade
- Bezzaf Bezzaf
- Mesh Maa'oul
- Es'alni Ana
- Beirout

## Vidéographie
- Kelmet hobb - Laila Kanaan
- Baheb Feek - Randa Alam
- Es'alni Ana - Wissam Smayra

## Décorations
- Le 22 août 2016, elle est décorée chevalière du Ouissam Al Moukafâa Al Wataniya — ordre du Mérite national[3] — par le roi Mohammed VI.